# Jean-Jacques Dortous de Mairan
Pour l'espèce de Star Wars, voir mairan.
Jean-Jacques Dortous de Mairan, né le 26 novembre 1678 à Béziers et mort le 20 février 1771 à Paris, est un mathématicien, astronome et géophysicien français.

## Biographie

### Jeunesse
Appartenant une famille de petite noblesse, Mairan perdit son père à quatre ans et fut élevé par sa mère, qui, remarquant son intelligence, prit le plus grand soin de son éducation. Il avait seize ans quand sa mère mourut, mais ne profita de cette indépendance qu'en se dirigeant vers l'étude. À sa sortie du collège de Toulouse, il traduisait le grec à livre ouvert.
En 1698, il se rendit à Paris et, durant un séjour de quatre années, il s'appliqua principalement aux mathématiques et à la physique. De retour dans sa ville natale, il reprit ses études favorites. Les instances d'un de ses amis l'arrachèrent enfin à cette vie obscure et tranquille, dans laquelle il se plut longtemps et qui convenait bien à son caractère calme, réfléchi et exempt d'ambition. Seule ombre à ce tableau à cette époque, l'ébranlement ressenti par Mairan à la lecture de Spinoza.
S'étant décidé à envoyer, de 1715 à 1717, quelques mémoires à l'Académie de Bordeaux, il fut couronné trois fois de suite ; pour le récompenser de cette succession de triomphes autant que pour exclure des concours un rival si redoutable, la société s'empressa de l'admettre au nombre des juges.

### Âge mûr
Songeant à déployer ses talents sur un plus vaste théâtre, Mairan vint s'établir à Paris, où il était avantageusement connu des savants par ses publications ainsi que par trois nouvelles dissertations sur la roue d'Aristote et divers points d'histoire naturelle. En 1715, à la demande de l'Académie royale des sciences ce mémoire est examiné par Nicolas Saulmon et le chevalier de Louville,. Ces travaux motivèrent l'accueil empressé fait à leur auteur par l'Académie Royale des Sciences, qui le reçut, le 24 décembre 1718, en qualité d'associé géomètre, sans lui imposer l'épreuve préliminaire d'adjoint.
Six mois plus tard, il remplaça Michel Rolle, qui avait pris sa retraite le 8 juillet 1719. Dès lors il se montra très régulier aux séances de l'Académie, où il fit de fréquentes lectures. Vers cette époque il commença à donner les principes de sa théorie du chaud et du froid, continués en 1721 et entièrement développés en 1765. Il s'occupa aussi, jusqu'en 1740, d'un travail non moins remarquable sur la réflexion des corps, matière à peu près aussi neuve que la précédente et qui n'avait offert à son observateur vulgaire aucun sujet d'observations neuves.
En 1721, il fut chargé, conjointement avec Pierre Varignon, de corriger les erreurs commises dans le jaugeage des navires et de prévenir, au moyen d'une méthode plus exacte, les plaintes du commerce et les fraudes des marchands. Dans ce but, il visita les principaux ports de la Méditerranée. Le procédé de l'intendant Hocquart, qu'il améliora, fut adopté de préférence à celui de Varignon ; un commissaire général de la marine, du nom de Deslandes, ayant osé le critiquer en termes grossiers, fut obligé, après quelques débats, de faire une réparation publique tant à Mairan qu'à l'Académie.
Au retour de ce voyage, en 1723, Mairan fit halte dans sa ville natale où, de concert avec ses amis Jean Bouillet et Antoine Portalon, il fonda, sous la protection du cardinal de Fleury, l'Académie de Béziers, destinée à répandre dans le Midi le goût des sciences exactes.
En 1740 il fut choisi pour remplacer Fontenelle dans la charge de secrétaire perpétuel ; mais il ne l'accepta qu'à la condition de s'en démettre au bout de trois années. Fontenelle avait été très brillant dans cette fonction, mais Mairan remplit ses devoirs assez bien pour que cela lui ouvre en 1743 les portes de l'Académie française, où il occupa le fauteuil laissé vacant par le marquis de Sainte-Aulaire.
Il était également membre des sociétés royales de Londres, d'Édimbourg et d'Uppsala, de l'Académie de Saint-Pétersbourg, de l'Institut de Bologne, de l'Académie de Rouen, etc. Vers le même temps, il fut appelé par le chancelier d'Aguesseau à présider la rédaction du Journal des sçavans.

### Vieillesse
La vieillesse fut loin d'être pour Mairan l'âge du repos. Non seulement il suivait assidûment les séances des deux académies dont il faisait partie, mais il composait de nouveaux ouvrages, corrigeait les anciens, en donnait des réimpressions augmentées, et entretenait avec les savants et les érudits de toute l'Europe une correspondance régulière. Ami des Philosophes, il fréquentait également régulièrement les salons de Mme de Tencin et d'Anne-Thérèse de Lambert.
Il mourut à quatre-vingt-douze ans et trois mois, d'un rhume qui se changea en fluxion de poitrine. « Le jour fatal, raconte Melchior Grimm, où il devait dîner au Temple chez M. le prince de Conti, il eut pitié de ses porteurs ; il ne voulut pas qu'ils fissent par un temps aussi rigoureux une course aussi considérable que celle du Louvre au Temple. Il se mit dans un fiacre, qui ne put le mener qu'à la porte du Temple ; il fallut traverser les cours à pied ; il prit du froid, et rentra chez lui pour n'en plus sortir. »

### Caractère
Comme Fontenelle, à qui il ressembla par les agréments de l'esprit, le calme du caractère et la longue vie, Mairan fut un philosophe discret et un écrivain spirituel. Aux recherches pour les savants, il sut allier l'art de plaire pour le public. « Mais il n'était pas seulement l'interprète élégant des sciences, dit Abel-François Villemain, il en avait le génie. On le vit tour à tour appliquer la science à des objets d'utilité pratique ou l'étendre par de belles et neuves expériences. Géomètre, physicien, astronome, il découvrit là où Fontenelle avait agréablement parlé… Son esprit, non moins étendu que pénétrant, s'était porté sur toutes choses. Enfin Mairan est partout un délicat observateur, un philosophe ingénieux, un écrivain précis, élégant et de bon goût. Voltaire, qui, dans la ferveur de ses études mathématiques, avait souvent consulté ce maître habile, lui porta toujours grande estime, sans oser pourtant le préférer à Fontenelle, dont Mairan n'a pas les défauts, mais dont il a le piquant et la grâce. »
Homme doux, honnête et obligeant, à la politesse aimable, à la gaieté ingénieuse, d'un commerce sûr, Mairan se fit beaucoup d'amis. On l'a accusé d'égoïsme, et il faut dire qu'il rapportait tout à lui-même, et que son bien-être lui était presque aussi cher que le soin de sa réputation. Le Régent, qui l'avait eu pour secrétaire, lui légua sa montre comme une preuve particulière d'estime ; le prince de Conti et d'autres grands seigneurs le comblèrent de bienfaits. La douceur de ses manières le fit regarder dans le monde comme un modèle de vertus sociales.

« M. de Mairan possède en profondeur ce que M. de Fontenelle avait en superficie. Faites-moi l'amitié de me chercher son feu central. »

— Voltaire, Lettre du 14 juin 1769 à Thiériot

## Travaux
Les nombreux écrits que publia Mairan sur différentes parties d'astronomie, de géométrie, de physique et d'histoire naturelle témoignent de la variété et de l'étendue de ses connaissances. Tous les savants du XVIIIe siècle adoptèrent son baromètre d'épreuve pour expérimenter le vide. Lorsqu'il voulut déterminer la longueur du pendule à secondes, il se servit d'une toise en fer, vérifiée avec les précautions les plus minutieuses ; les savants des États pontificaux l'employèrent ensuite comme étalon pour la mesure du méridien.
C'est encore à l'occasion de ses recherches sur le pendule isochrone qu'il découvrit le principe de la mesure par coïncidence temporelle : cherchant à comparer la durée des battements d'une horloge à seconde, avec celle d'un pendule simple, il estima le nombre d'oscillations au bout duquel les deux battements sont pratiquement simultanés. Il forma ainsi le rapport entre les durées d'oscillation des deux pendules et proposa d'utiliser cette technique pour mesurer l'intensité de la gravitation terrestre ; cette technique fut reprise plus tard par le chevalier de Borda.
Dortous de Mairan possédait à fond la théorie de la musique, et jouait également bien de plusieurs instruments. Il était versé dans la chronologie et l'Antiquité, et parlait des beaux-arts en homme de goût, ainsi que le prouve son mémoire sur la balance des peintres de Roger de Piles, c'est-à-dire sur la façon d'apprécier leur mérite respectif.
En 1729, il réalisa une expérience sur la sensitive (Mimosa pudica) démontrant l'existence du rythme circadien chez les plantes ; ce rythme provenait vraisemblablement d'une horloge endogène. Toutefois, ce n'est pas ainsi que Mairan l'interpréta à l'époque, mais plutôt comme une preuve que « La Sensitive sent donc le Soleil sans le voir en aucune manière ». À sa décharge, le concept d'horloge endogène, dite horloge circadienne, n'apparaît pas avant le XXe siècle, ne s'imposant vraiment qu'à partir des années 1960.
En 1731, il observe une nébulosité, nommée plus tard M43, autour d'une étoile près de la nébuleuse d'Orion.

## Principales publications
- [1715] Dissertation sur les variations du baromètre, 1715 (lire en ligne).
- [1717] Dissertation sur la cause de la lumière des phosphores et des noctiluques, Bordeaux, R. Brun, 1717, 54 p. (lire en ligne).
- [1717] Dissertation sur la glace: ou explication physique de la formation de la glace, & de ses divers phénomènes, Béziers, Étienne Barbut, 1717, 2e éd., 165 p. (lire en ligne).
  - [1749] Dissertation sur la glace: ou explication physique de la formation de la glace, & de ses divers phénomènes (lu le 13 novembre 1948), Paris, Impr. royale, 1749, 384 p., sur books.google.fr (lire en ligne).
  - [1757] Dissertation sur la glace… augmentée d'un Discours sur la Construction, & la Comparaison des Thermomètres, Lucques, chez Philippe M. Benedini, 1757, 300 p., sur books.google.fr (lire en ligne).
- [1724 / 1726] « Instruction abrégée et méthode pour le jaugeage des navires ; avec un exemple figuré, & des remarques pour la pratique » (sur le tonnage des navires ; lu le 30 août 1724), Mémoires de l'Académie royale des sciences,‎ 1724 / 1726, p. 227-240 (lire en ligne).
- [1729] « Observation botanique » (lu par Jean Marchant (?)), Histoire de l'Académie royale des sciences,‎ 1729, p. 35-36 (lire en ligne) — Voir aussi le « commentaire détaillé de la note « Observation botanique » par André Klarsfeld » [PDF], sur bibnum.education.fr, septembre 2013. .
- [1735] « Expériences sur la Longueur du Pendule à Secondes à Paris : Avec des Remarques sur cette matière, & sur quelques autres qui s'y rapportent », Mémoires de Mathématique & de Physique de l'Académie royale des sciences,‎ 1735 (1738), p. 153-220 (lire en ligne).
- [1737] « Sur la propagation du son dans les différents tons qui le modifient », Mémoires de l'Académie royale des sciences,‎ 1737, p. 1-7 (lire en ligne).
- [1743] Discours de réception à l'Académie française (lu le jeudi 7 mars 1743), 1743 (« Discours de réception à l'Académie française », lire en ligne).
- [1731] « Observations de quelques Aurores Boréales qui ont paru cet Automne 1731, à Breüillepont en Normandie, Diocèse d'Évreux », Mémoires de l'Académie royale des sciences,‎ 1731, p. 379-389 (lire en ligne).
  - [1754] Traité physique et historique de l'aurore boréale (suite des Mémoires de l'Académie royale des sciences 1731 ; seconde édition revue et augmentée), Paris, Impr. royale, 1754, 281 p. (lire en ligne).
- [1741] Dissertation sur l'estimation et la mesure des forces motrices des corps (nouvelle édition), Paris, libr. Charles-Antoine Jombert, 1741, 107 p. (lire en ligne).

- Éloges des académiciens de l'Académie royale des sciences, morts dans les années 1741, 1742 et 1743 sur Google Livres, Paris, Durand, 1747Fontenelle avait créé le genre de l'« éloge », notice nécrologique (élogieuse) de membres de l'Académie des sciences. Mairan, son successeur, fit les éloges suivants : François Pourfour du Petit, le cardinal de Polignac, Gilles-François Boulduc, Edmund Halley, François de Bremond, l'abbé Joseph Privat de Molières, François-Joseph Hunauld, le cardinal de Fleury, l'abbé Jean-Paul Bignon, Louis Lémery.
- Nouvelles recherches sur la cause générale du chaud en été et du froid en hiver, en tant qu'elle se lie à la chaleur interne et permanente de la terre (1767)

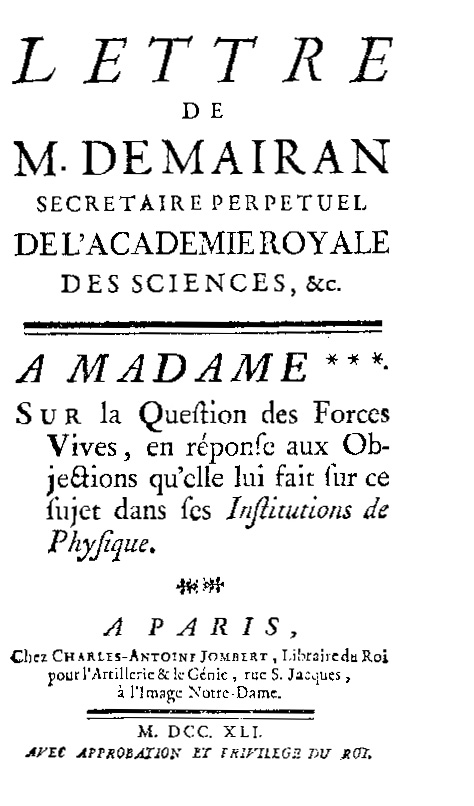
Sur la question des forces vives,
à Mme du Châtelet, 1741

### Correspondance

#### Avec Malebranche
- [Conches 1841] Félix-Sébastien Feuillet de Conches, Méditations métaphysiques et correspondance de N[icolas] Malebranche, prêtre de l'Oratoire, avec J.-J. Dortous de Mairan, sur des sujets de métaphysique, Paris, H. Delloye, 1841, 182 p., sur books.google.com (lire en ligne)[n 4] (aussi en ligne sur Gallica).
- [Moreau 1947] Joseph Moreau, Malebranche — Correspondance avec J.-J. Dortous de Mairan (édition nouvelle précédée d'une introduction sur Malebranche et le Spinozisme), Paris, libr. philos. J. Vrin, 1947, 182 p. (EAN 2000187878230).

#### AvecMmedu Châtelet
Dans ses Institutions de Physique, Mme du Châtelet aborde la question des forces vives, alors chaudement débattue.
- Lettre de M. de Mairan à Mme la marquise du Chastellet sur la question des forces vives, en réponse aux objections qu'elle lui fait sur ce sujet dans ses Institutions de physique' sur Gallica (1741)
- Émilie du Châtelet, Réponse de Mme la marquise Du Chastelet à la lettre que M. de Mairan, secrétaire perpétuel de l'Académie royale des sciences, lui a écrite, le 18 février 1741, sur la question des forces vives (16 mars 1741)[12]

#### Avec le père Dominique Parrenin
- Lettres de M. de Mairan au R. P. Parrenin, missionnaire de la Compagnie de Jésus à Pékin, contenant diverses questions sur la Chine (1759) — Dominique Parrenin (1665–1741)[13].

## Hommages
- En 1935, l'Union astronomique internationale a donné le nom de Mairan à un cratère lunaire.
- Son nom a servi d'acronyme à un projet informatique de la Direction régionale de l'Industrie, de la Recherche et de l'Environnement pour la gestion de l'autosurveillance, le principe étant que les industriels transmettaient leurs données par minitel.

Une école porte son nom au 13 rue Guibal à Béziers.

## Bibliographie

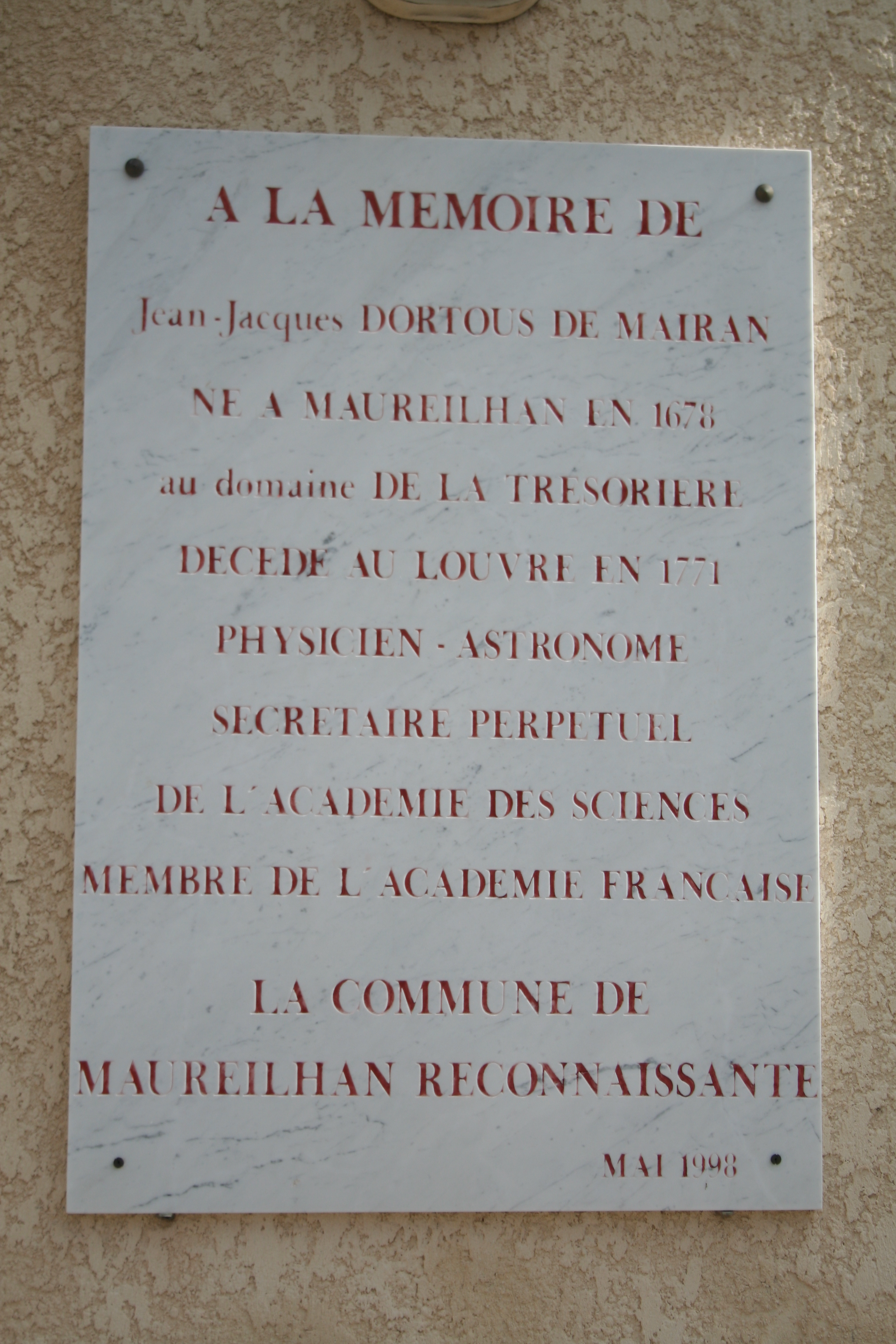
Plaque sur la mairie de Maureilhan